# Sílvio Faria
Sílvio Faria, também conhecido como Sílvio Major (Santos, 10 de julho de 1940 — 6 de agosto de 2004) foi um futebolista brasileiro que atuou como centroavante.
Atuando como atacante, Sílvio jogou na Portuguesa de Desportos, Corinthians e Atlético Mineiro. Foi o 5º maior artilheiro da história da Portuguesa de Desportos, com 120 gols.